# 郭郁政
郭郁政（1997年12月1日—），是一名台灣棒球選手，目前效力於中華職棒味全龍，守備位置為投手，因為長相貌似韓國電競選手李相赫，因此有著「Faker」的綽號。

## 生平
高中時就讀普門中學，也是該校首屆棒球隊成員之一，並在第三屆黑豹旗打敗木棒組的育民工家以及桃園農工（現北科附工）拿下該屆賽事的第六名，高中畢業後加入了和普門中學同為佛光山體系的南華大學，剛好適逢南華大學成立棒球隊，因此又成為了首屆棒球隊成員，並成為球隊中的主力投手，並於107年全國成棒甲組春季聯賽拿下投手獎第五名，2019年參加中華職棒選秀會，最終獲得新成立的味全龍隊以第四輪第24順位指名，順利加入職棒，並在2020年整年隨著新球隊味全龍打一年二軍，總計該年出賽26場比賽，有25場為先發，拿下6勝6敗，防禦率6.16，賽季結束隨即去服兵役。
2021年，服完兵役後，發現手肘不適，因此未趕上開季，直到7月18日才迎來一軍的初登板，總計投3.2局，被打4支安打，失1分。2021年11月18日，於澄清湖棒球場對戰中信兄弟隊，先發6局失2分，繳出生涯首度優質先發，並獲得生涯首勝。2021年整季只拿下1勝3敗，防禦率5.80。
2022年，主要擔任先發投手，並在4月26日的比賽中面對統一獅隊前6局都沒有讓任何一位打者上壘，是一場接近完全比賽的優質先發內容，直到7局上1出局時才投出保送，使得完全比賽因此破功，最後也因體力耗盡在7局也被換下場，無緣挑戰無安打比賽。9月，考量陣容投手伍鐸轉往先發，因此郭郁政也被調往中繼，預計2023年再回到先發輪值。
2023年，整季出賽22場比賽，其中15場比賽擔任先發投手，拿下3勝8敗，防禦率5.10。雖然例行賽成績不太理想，但在台灣大賽首戰和樂天桃猿隊鏖戰至第14局，郭郁政於該局登板投球，只被打1支安打無失分，最終於14局下靠著劉基鴻擊出再見全壘打拿下該場比賽的勝投，成為味全龍隊重返中華職棒後首場總冠軍賽勝投的投手。

## 職棒生涯成績
| 年度 | 球隊   | 出賽 | 先發 | 勝投 | 敗投 | 中繼 | 救援 | 完投 | 完封 | 四壞 | 三振 | 責失 | 投球局數 | 自責分率 | 被上壘率 |
| ---- | ------ | ---- | ---- | ---- | ---- | ---- | ---- | ---- | ---- | ---- | ---- | ---- | -------- | -------- | -------- |
| 2021 | 味全龍 | 18   | 8    | 1    | 3    | 0    | 0    | 0    | 0    | 10   | 20   | 32   | 49.2     | 5.80     | 1.65     |
| 2022 | 味全龍 | 26   | 16   | 7    | 9    | 1    | 0    | 0    | 0    | 21   | 41   | 38   | 99.2     | 3.43     | 1.37     |
| 2023 | 味全龍 | 22   | 15   | 3    | 8    | 0    | 0    | 0    | 0    | 10   | 38   | 48   | 84.2     | 5.10     | 1.29     |
| 2024 | 味全龍 | 17   | 9    | 3    | 3    | 3    | 0    | 0    | 0    | 10   | 26   | 29   | 53.2     | 4.86     | 1.25     |
| 合計 | 4年    | 83   | 48   | 14   | 23   | 4    | 0    | 0    | 0    | 51   | 125  | 147  | 287.2    | 4.60     | 1.37     |

## 外部連結
- 郭郁政在台灣棒球維基館上的頁面（繁體中文）
- 郭郁政在中華職棒官網
- 郭郁政在Baseball-Reference.com（小聯盟以及海外聯盟）（英语）